# Regueira (Abegondo)
Regueira (llamada oficialmente A Regueira) es una aldea española situada en la parroquia de Viones, del municipio de Abegondo, en la provincia de La Coruña, Galicia.

## Demografía
| Gráfica de evolución demográfica de Regueira entre 1900 y 2018 |
|                                                                |
| Datos según el nomenclátor publicado por el INE.               |